# Game Theory Society

Logo der GTS

Die Game Theory Society (GTS) ist eine Gesellschaft zur Förderung der Forschung, Lehre und Anwendung der Spieltheorie. Sie wurde 1999 gegründet und ist in den Niederlanden registriert.

## Hintergrund und Aktivitäten
Die  Game Theory Society wurde von Robert J. Aumann und Ehud Kalai initiiert, die auch nach der Gründung 1999 die ersten beiden Präsidenten der Organisation waren. Im Mittelpunkt steht dabei die Förderung der Forschung und der Austausch rund um die Spieltheorie auf verschiedenste Weise. Einerseits fungiert das Periodikum Games and Economic Behavior, das einst ebenso von Kalai initiiert wurde, als offizielles Fachorgan der Gesellschaft, zudem wird von der Gesellschaft das International Journal of Game Theory herausgegeben. Daneben führt die GTS alle vier Jahre einen Weltkongress durch, der bisher in Bilbao, (2000), in Marseille (2004), in Evanston (Illinois) (2008), Istanbul (2012), in Maastricht (2016), in Budapest (2021, verschoben um ein Jahr aufgrund der COVID-19-Pandemie) und Peking (2024) stattfand. Zudem werden Beziehungen zu Vertretern verwandter Disziplinen wie Wirtschaft, Mathematik, Statistik, Politikwissenschaft, Evolutionsbiologie, Informatik, experimentelle Psychologie, Soziologie, Anthropologie, Recht sowie Philosophie aufrechterhalten.
Die Gesellschaft lobt den 2008 gestifteten Kalai-Preis aus, der alle vier Jahre im Rahmen der Weltkongresse vergeben wird und mit einem Preisgeld von 2500 US-Dollar sowie einem Reisestipendium zum Kongress verbunden ist. Zudem werden in diesem Rahmen Vorlesungen gehalten, mit dem bedeutende Vertreter geehrt werden:
- Die nach Lloyd S. Shapley benannte Shapley-Vorlesung wird von einem herausragenden jungen Spieltheoretiker im Alter von unter 40 Jahren gehalten.
- Die nach Oskar Morgenstern benannte Morgenstern-Vorlesung wird von einer Person gehalten, die wichtige Beiträge zur Spieltheorie im wirtschaftswissenschaftlichen Kontext geleistet hat.
- Die nach John von Neumann benannte von Neumann-Vorlesung wird von einer Person gehalten, die wichtige Entwicklungen in der Spieltheorie mit großer mathematischer Bedeutung gemacht hat.

## Präsidenten
- Robert J. Aumann (1999–2002)
- Ehud Kalai (2003–2006)
- H. Peyton Young (2006–2008)
- Sergiu Hart (2008–2010)
- Eric Maskin (2010–2012)
- Roger Myerson (2012–2014)
- David Schmeidler (2014–2016)
- Larry Samuelson (2016–2018)
- Hervé Moulin (2018–2020)
- Matthew Jackson (2020–2022)
- Michihiro Kandori (2022–2024)
- Gabrielle Demange (2024–)